# Labský náhon
Labský náhon (či Malý k rozlišení od Labského náhonu u Předměřic) je vodní tok v Hradci Králové. Vystupuje z řeky Labe nad předměřickým jezem na území Předměřic nad Labem, východně od Lochenic, teče na jih a na východ od Březhradu se do Labe opět vlévá. Protéká přes obec Předměřice nad Labem a přes hradecké části Plácky, Plotiště nad Labem, Svobodné Dvory, Kukleny a Březhrad.  
Původně předměřický jez vzdouval vodu na mlýn na pravém břehu, zvaný Na starých, který prokazatelně prosperoval již v roce 1531 a zbořen byl až roku 1911. V roce 1533 založilo město Hradec Králové u Březhradu, pod soutokem Labe s Orlicí, velký březhradský rybník (zrušený roku 1828), který byl napájen vodou vedenou v nové, 10 kilometrů dlouhé strouze od jezu pod Předměřicemi, nazývané původně březhradský náhon, později labský náhon. Do náhonu byl sveden též potok Melounka a další drobné vodní toky. V roce 1535 majitel hospodářského dvora Kydlinov zřídil z náhonu odbočku, která za mlýnem vrací část vody z náhonu do Labe. V místě odbočky dělí průtok tzv. Panská stavidla, přičemž větev přes kydlinovský mlýn se nazývá Velký labský náhon a větev na březhradský rybník se nazývá Malý labský náhon.
Koncem 18. století náhon poháněl 7 mlýnů: Na nových (1699–1904), Na starých (před 1531–1911), Budín (1717–začátek 20. stol.), Kydlinov (1535–1913), Valchu (1790–1896), Temešvár (1749–začátek 20. stol.) a březhradský (1548–1904).
Labský náhon včetně Panských stavidel je dodnes v provozu.

## Galerie

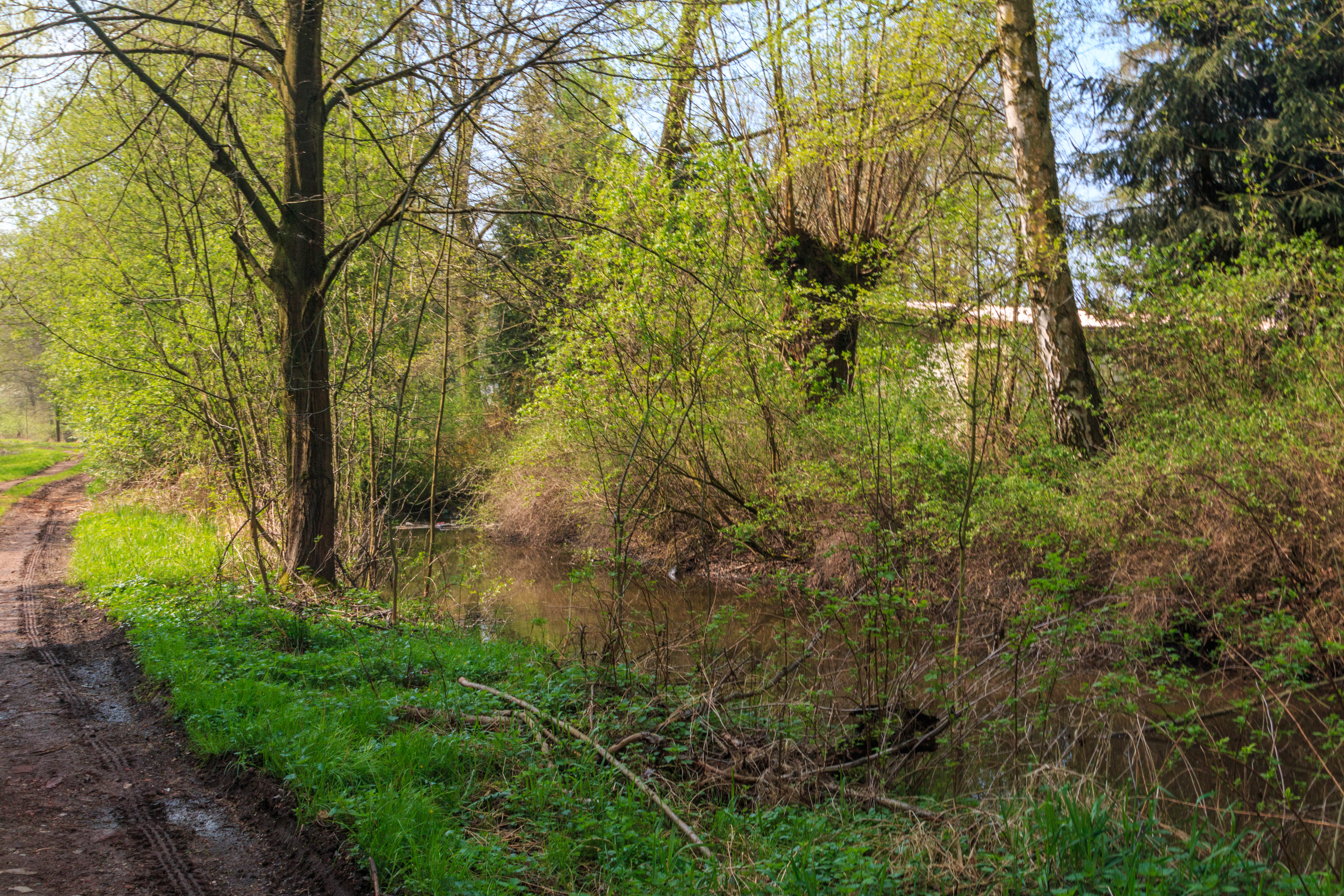
Labský náhon u Plačic na jaře
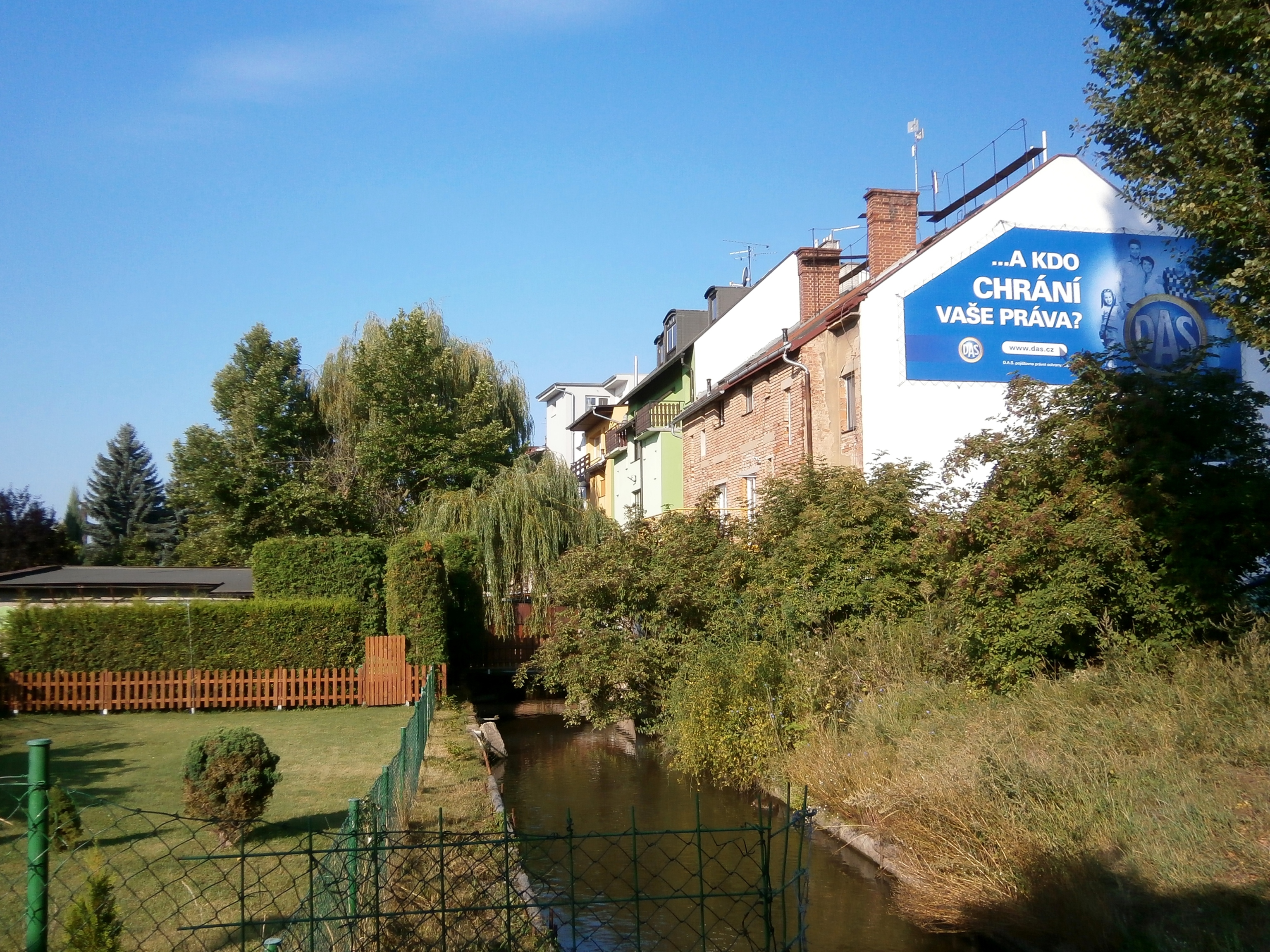
V Kuklenách
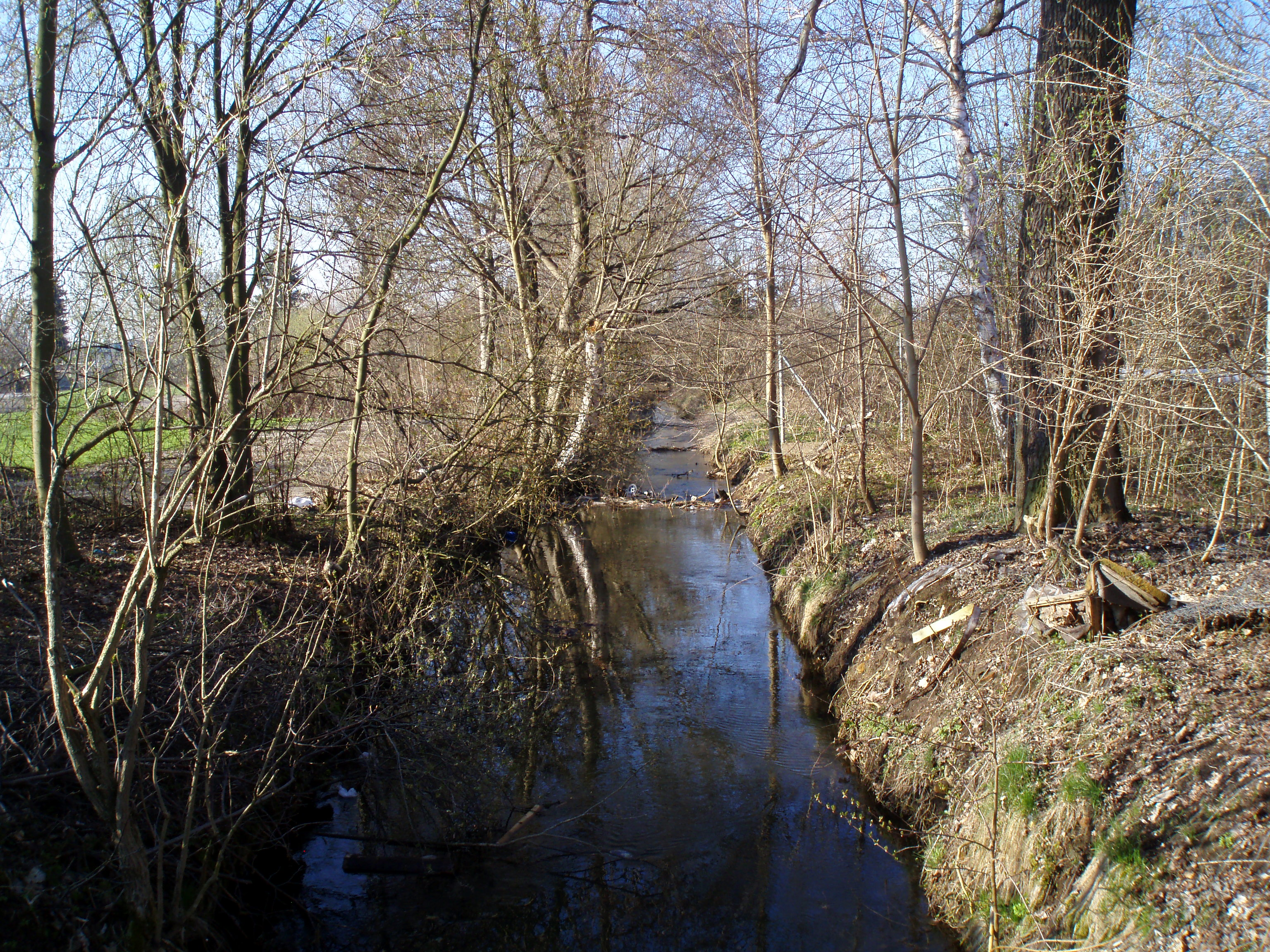
Na jaře za koželužnou v Hradci
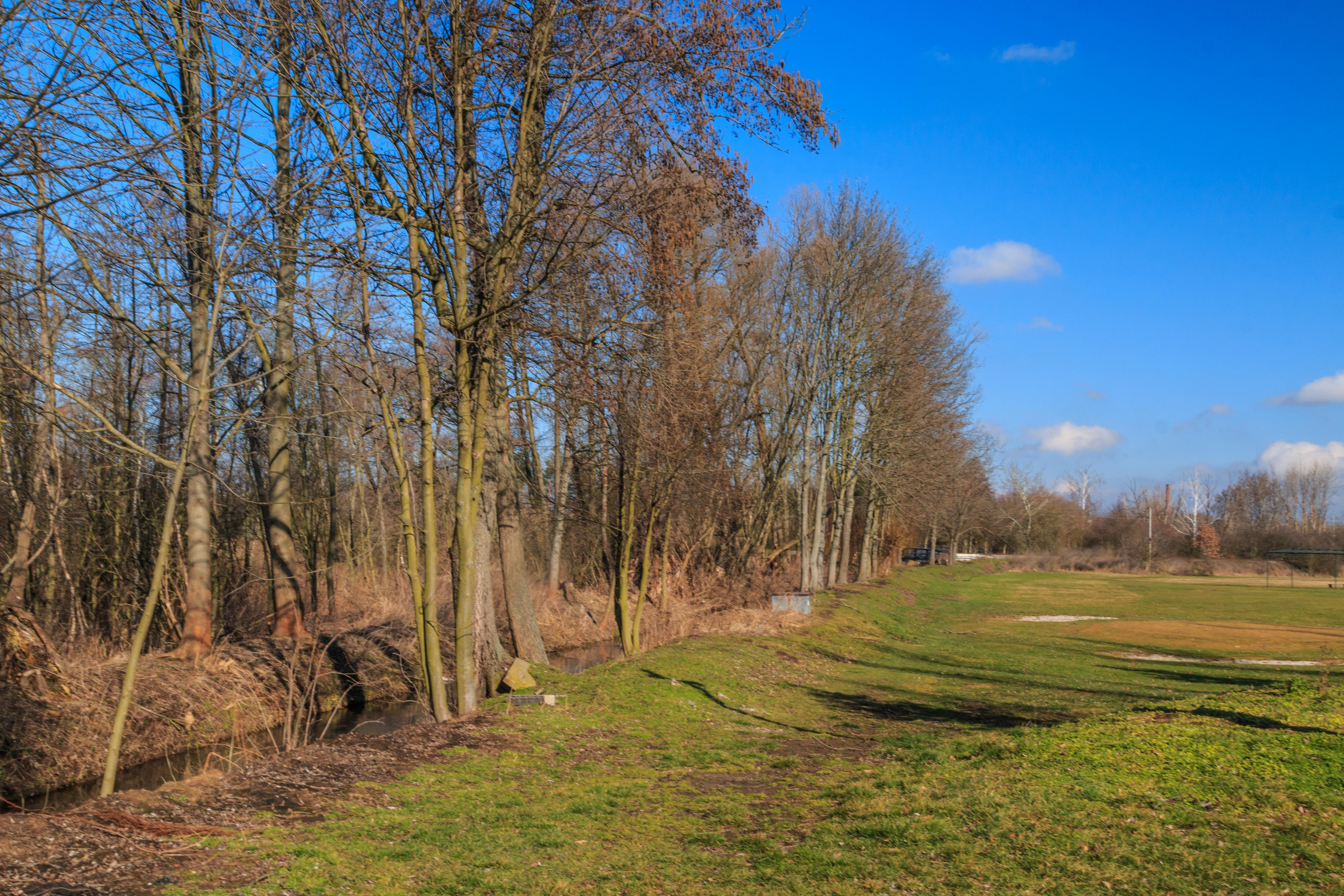
Labský náhon u Temešváru
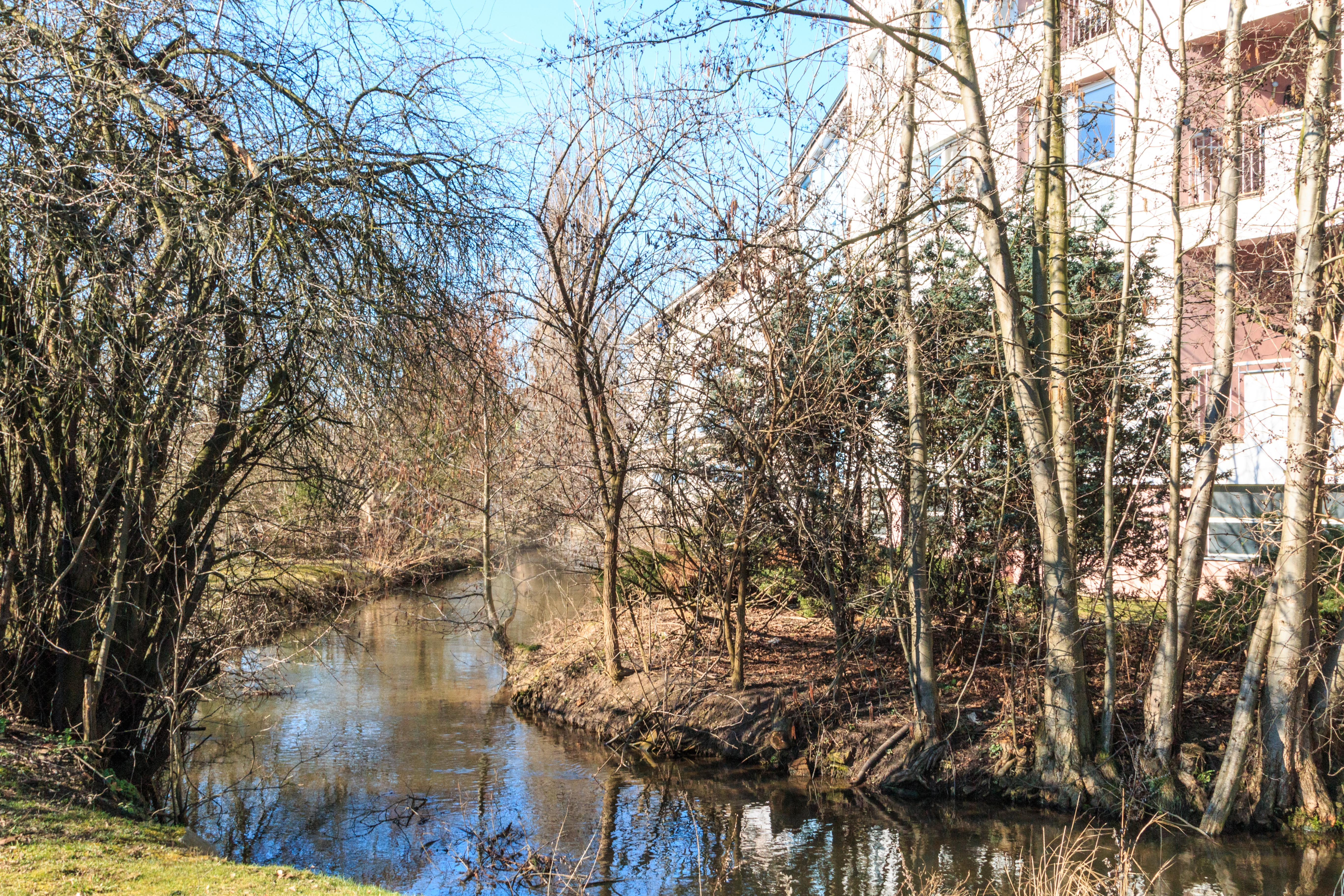
Labský náhon v Kalendově ulici v Kuklenách